# Basilique Santa Maria del Carmine Maggiore
 (juillet 2020).
Si vous disposez d'ouvrages ou d'articles de référence ou si vous connaissez des sites web de qualité traitant du thème abordé ici, merci de compléter l'article en donnant les références utiles à sa vérifiabilité et en les liant à la section « Notes et références ».

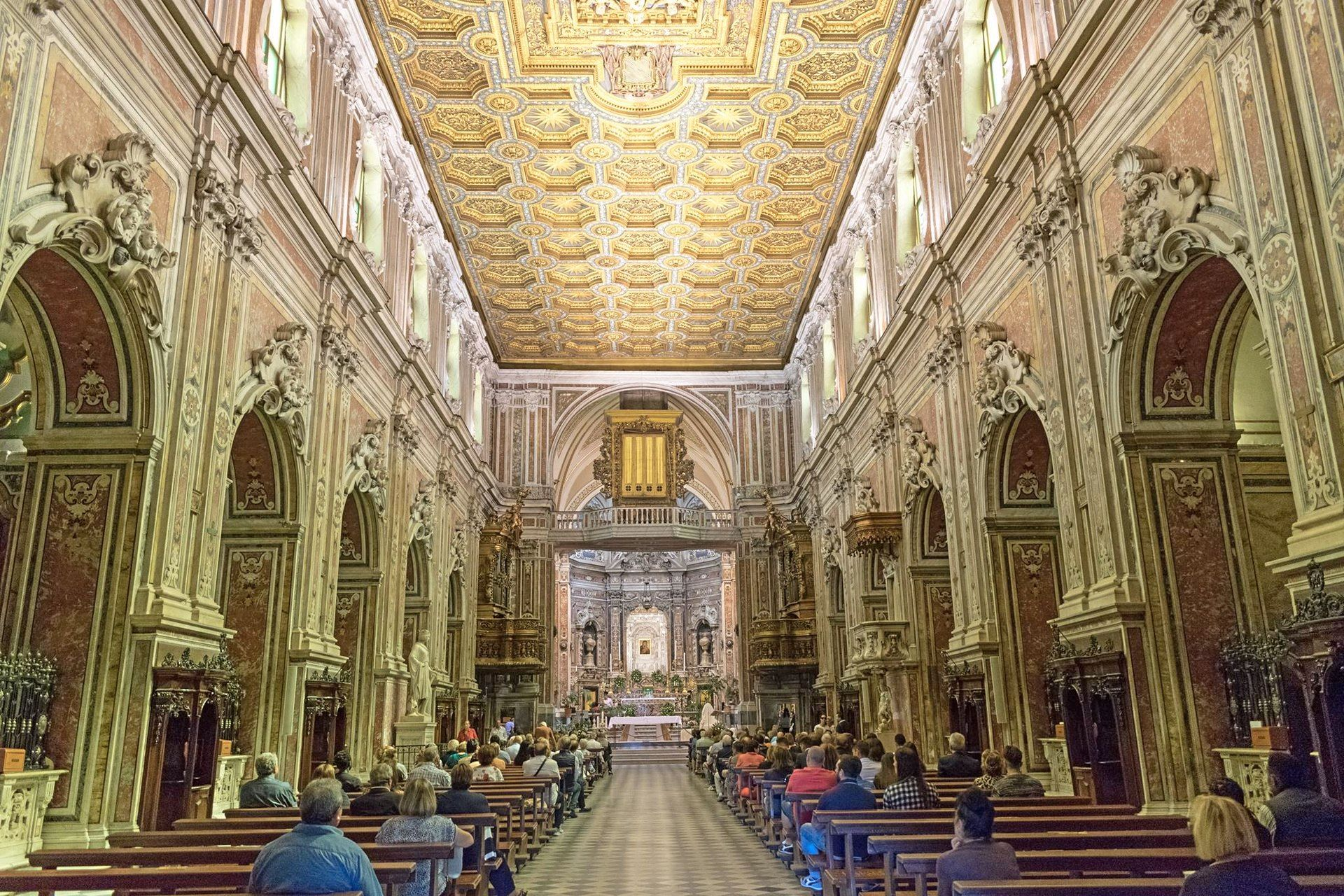
Intérieur

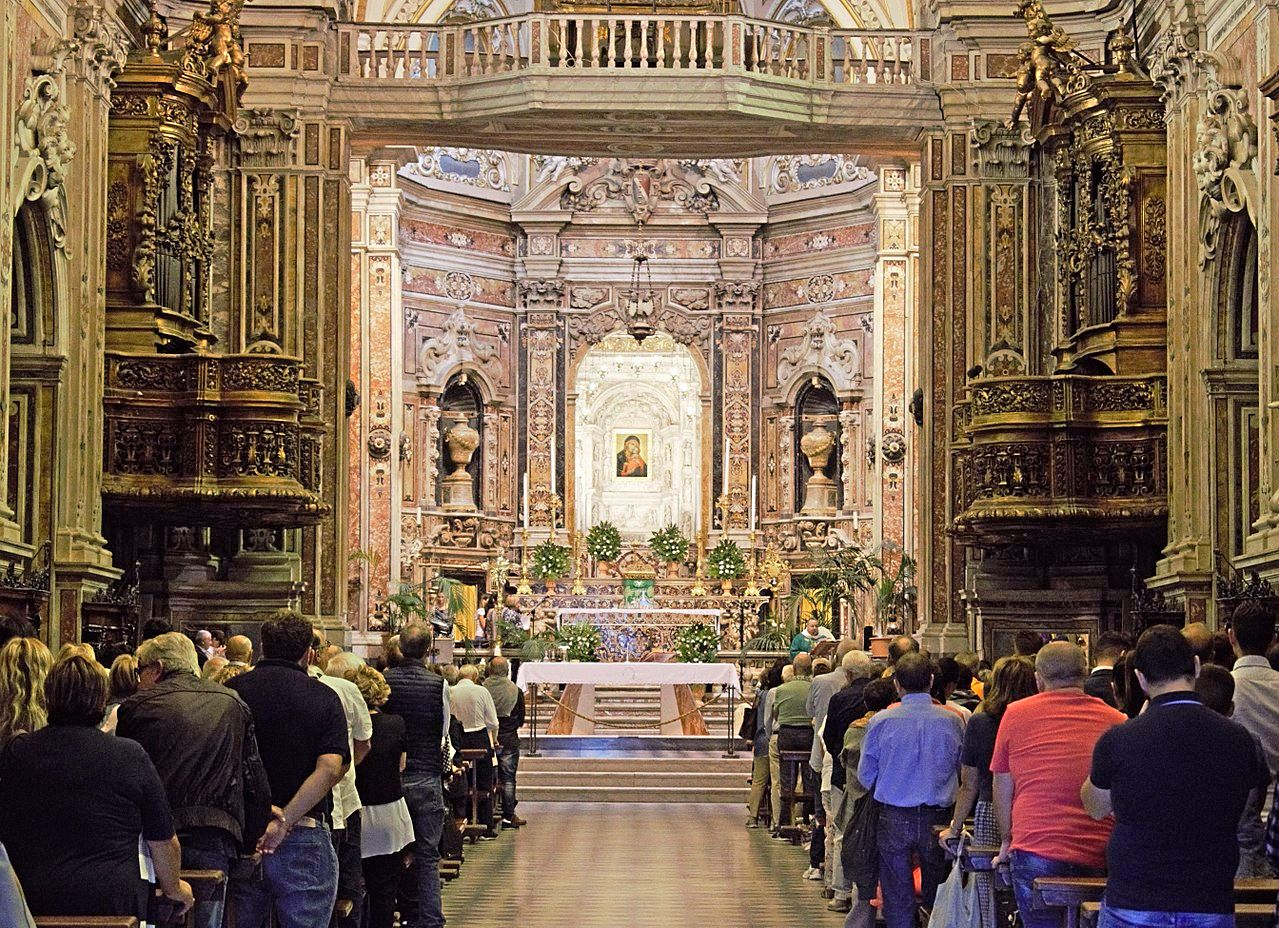
Abside avec marbres polychromes

Santa Maria del Carmine Maggiore (Notre-Dame du Mont-Carmel) est une des plus grandes basiliques de Naples, en Italie. Exemple du style baroque napolitain, elle est située à une extrémité de la Piazza Mercato (place du Marché), le centre de la vie civique à Naples pendant de nombreux siècles jusqu'à ce qu'elle soit coupée du reste de la ville par la rénovation urbaine des années 1900.  

## Histoire
L'église a été fondée au XIIIe siècle par des frères carmes chassés de Terre sainte lors des croisades, arrivant vraisemblablement dans la baie de Naples à bord de navires amalfitains. Certaines sources placent cependant les réfugiés originaires du Mont Carmel dès le VIIIe siècle. L'église est toujours en service et le clocher de 75 mètres est visible de loin, même au milieu de bâtiments modernes plus élevés.  
La place adjacente à l'église fut le site en 1268 de l'exécution de Conradin, dernier héritier Hohenstaufen du trône du royaume de Naples, aux mains de Charles Ier d'Anjou, commençant ainsi le règne angevin du royaume. La mère de Conrad, Elisabeth de Bavière, a fondé l'église pour le bien des âmes de son jeune fils et de son compagnon, Frédéric de Bade, ainsi qu'un lieu de repos pour leurs restes, où ils demeurent aujourd'hui. Une statue a été érigée à la mémoire de Conrad, commandée par le prince héritier d'alors, Maximilien II de Bavière, conçue par le sculpteur néoclassique Thorvaldsen et achevée par son élève Schopf en 1847. 
En 1647, la place fut le théâtre de batailles entre rebelles et troupes royales lors de la révolte de Masaniello et, plus tard, en 1799, elle fut le théâtre de l'exécution en masse de dirigeants de la République napolitaine de 1799. La zone — y compris des parties des locaux de l'église — a été lourdement bombardée pendant la Seconde Guerre mondiale et montre toujours les cicatrices de la dévastation. 
Les anciens terrains monastiques adjacents à l'église servent maintenant d'abri aux nécessiteux et aux sans-abri. L'église abrite deux reliques religieuses de renom : l'une, une icône de la Vierge brune (en italien, Madonna Bruna), aurait été apportée par les Carmes d'origine ; la seconde est une figure de la Crucifixion dans laquelle la couronne d'épines manque. Selon la légende, la couronne est tombée quand la tête du Christ a bougé lorsque le bâtiment a été frappé par un boulet de canon en 1439 lors du siège aragonais. 
Les funérailles du célèbre acteur comique napolitain Totò ont été célébrées en 1967 dans cette basilique.

## Extérieur
La façade actuelle date de 1766. L'église était construite à l'origine dans un style gothique austère, comme les autres églises angevines de Naples. Entre 1753 et 1766, le style gothique ancien a été entièrement recouvert, pour faire place au style baroque napolitain qui lui a donné son aspect actuel. Le campanile, haut de 75 mètres, a été également reconstruit par l'architecte Giuseppe Nuvolo au XVIIe siècle et possède une coupole en oignon décorée de majolique. Les trois premiers étages sont construits (en partant du bas) dans le style ionique, dorique et corinthien, et sont dus à l'architecte Giovan Giacomo Di Conforto. Au sommet se dresse la croix, sur un globe en cuivre d'un diamètre de 110 centimètres.

## Intérieur
La décoration baroque élaborée (1755-1756), en stuc, bois sculpté et marbre polychrome, a été conçue par Niccolo Tagliacozzi Canale. La statue de l'Archange saint Michel est attribuée à Girolamo Santacroce. L'église possède également un monument funéraire à Conradin de Souabe. Les chapelles ont des retables de Mattia Preti, Giovanni Sarnelli, Matteo Bottigliero, Francesco De Mura, Francesco Solimena et Antonio Sarnelli. La chapelle de la Vierge del Carmelo renferme une icône du XIIe siècle de la Vierge à l'Enfant. Le presbytère possède des urnes en albâtre. Le maître-autel a été achevé par Pietro et Giuseppe Mazzetti. La sacristie conserve des fresques de Filippo Falciatore, représentant des saints de l'Ordre carmélite. Un cloître à fresques est attenant à l'église : les murs intérieurs du portique ont été peints par Leonardo de Grazia de Pistoia et achevés, en 1606, par Giovanni Balducci. La voûte du cloître a des peintures de style pompéien.  

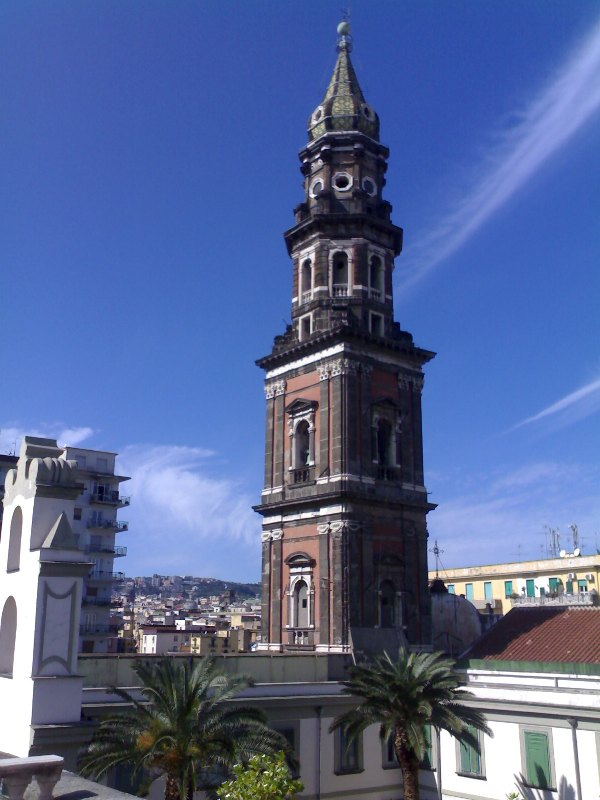
Campanile.
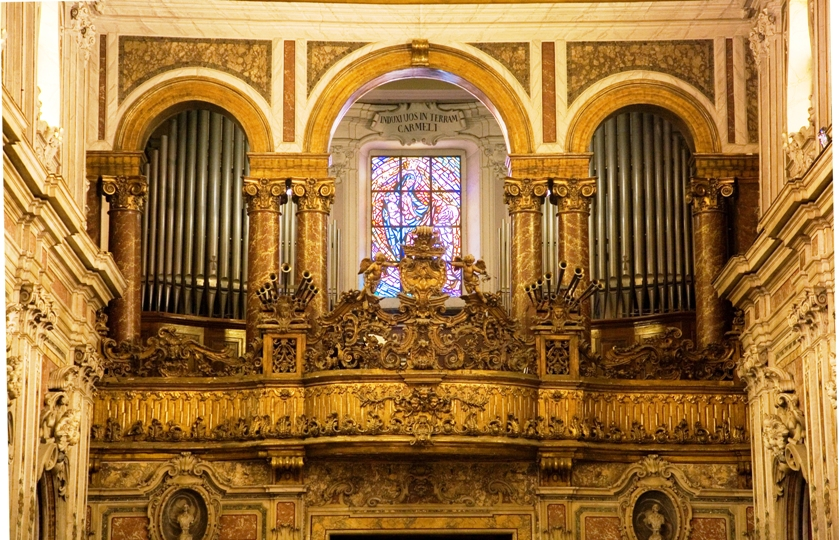
Orgue.
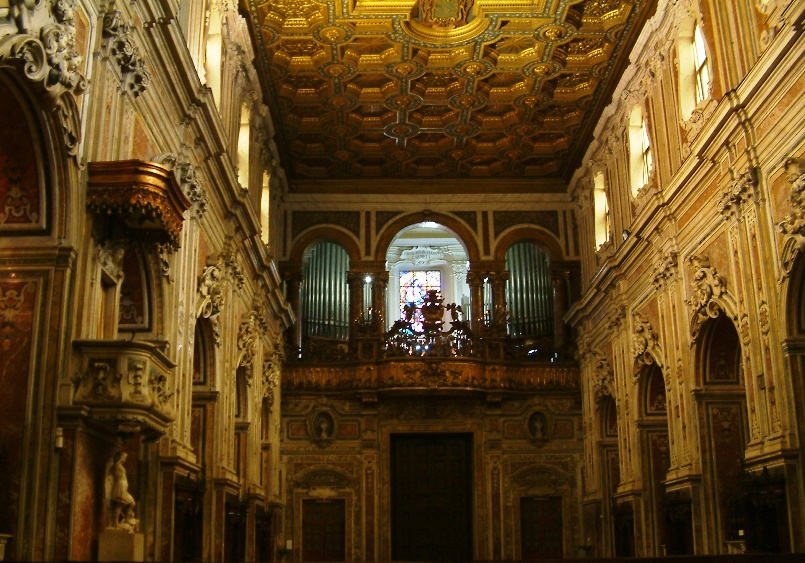
Nef côté ouest et orgues.
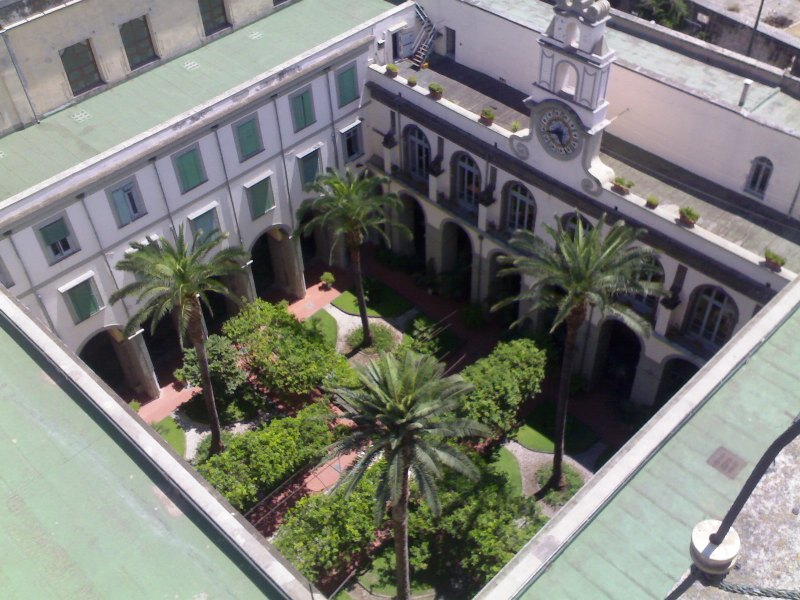
Cloître attenant.
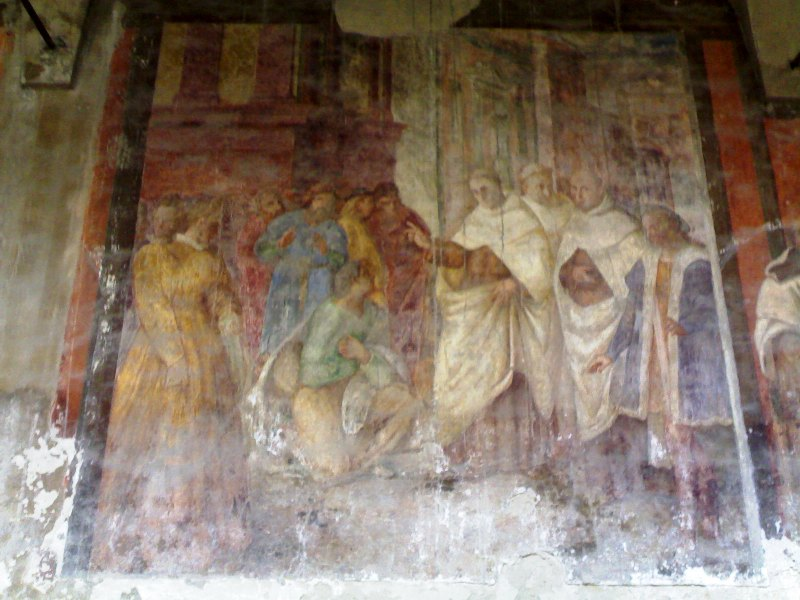
Fresques du cloître.

### Source de traduction
- (en) Cet article est partiellement ou en totalité issu de l’article de Wikipédia en anglais intitulé « Santa Maria del Carmine, Naples » (voir la liste des auteurs).